# Zahra Ouaziz
Zohra Ouaziz-Colombello (arabsko زهرة واعزيز), maroška atletinja, * 20. december 1969, Oulmes, Maroko.
Nastopila je na poletnih olimpijskih igrah leta 1996, ko je izpadla v prem krogu teka na 5000 m. Na svetovnih prvenstvih je osvojila srebro medaljo v isti disciplini leta 1999 in bronasto leta 1995, na svetovnih dvoranskih prvenstvih srebrno medaljo v teku na 3000 m leta 1999, na afriških prvenstvih pa zlato medaljo v isti disciplini leta 1998.